# Овчаренко, Иван Тихонович (Герой Советского Союза)
Иван Тихонович Овчаренко (16 [29] декабря 1909, Туркестановка, Херсонская губерния — 21 октября 1943, Вышгородский район) — капитан Рабоче-крестьянской Красной армии, участник Великой Отечественной войны, Герой Советского Союза (1944).

## Биография
Родился 16 (29) декабря 1909 года на хуторе Туркестановка (ныне село Калачовка Онуфриевского района Кировоградской области Украины).
С 1919 года проживал в городе Кривой Рог. Окончил рафбак, работал в больнице шахтоуправления имени Орджоникидзе, секретарём Криворожского городского комитета ЛКСМ Украины, секретарём Дзержинского районного комитета КПУ Кривого Рога.
В 1933—1935 годах проходил службу в Рабоче-крестьянской Красной армии. В 1941 году был повторно призван в армию. В 1942 году он ускоренным курсом окончил Военно-политическую академию.
К октябрю 1943 года капитан Иван Овчаренко командовал батальоном 1144-го стрелкового полка 340-й стрелковой дивизии 38-й армии Воронежского фронта. Отличился во время битвы за Днепр. В ночь с 1 на 2 октября 1943 года батальон под командованием Ивана Овчаренко переправился через Днепр в районе села Лютеж Вышгородского района Киевской области Украинской ССР и принял активное участие в боях за захват и удержание плацдарма на его западном берегу. В ходе дальнейшего наступления батальон перерезал шоссе Лютеж — Демидов и переправился через реку Ирпень, освободив село Синяк Вышгородского района.
21 октября 1943 года погиб в бою. Похоронен в братской могиле в селе Синяк.
Указом Президиума Верховного Совета СССР «О присвоении звания Героя Советского Союза генералам, офицерскому, сержантскому и рядовому составу Красной Армии» от 10 января 1944 года за «образцовое выполнение боевых заданий командования на фронте борьбы с немецко-фашистскими захватчиками и проявленные при этом отвагу и геройство» был удостоен посмертно высокого звания Героя Советского Союза. Также был награждён орденом Ленина и медалью.

## Память
- Имя на Стеле Героев в Кривом Роге;
- Его именем названы улицы в Кривом Роге[3] и Калачовке;
- Именем героя названа школа в Кривом Роге[1].